# (6754) Burdenko
(6754) Burdenko es un asteroide perteneciente al cinturón de asteroides, región del sistema solar que se encuentra entre las órbitas de Marte y Júpiter, descubierto el 28 de octubre de 1976 por Liudmila Zhuravliova desde el Observatorio Astrofísico de Crimea (República de Crimea).

## Designación y nombre
Designado provisionalmente como 1976 UD4. Fue nombrado en memoria de Nikolái Burdenko (1876-1946), uno de los fundadores de la neurocirugía en la Unión Soviética y desde 1944 primer presidente de la Academia de Ciencias Médicas.

## Características orbitales
Burdenko está situado a una distancia media del Sol de 2,442 ua, pudiendo alejarse hasta 2,891 ua y acercarse hasta 1,992 ua. Su excentricidad es 0,184 y la inclinación orbital 2,483 grados. Emplea 1393,64 días en completar una órbita alrededor del Sol.
Pertenece a la familia de asteroides de (135) Hertha.

## Características físicas
La magnitud absoluta de Burdenko es 13,87. Tiene 5,097 km de diámetro y su albedo se estima en 0,187. 